# AIDC
AIDC (förk. av Automatic identification and data capture) är en metod som automatiskt identifierar och samlar data från till exempel postpaket i form av bland annat QR-koder streckkoder, RFID-taggar, OCR-text. Metoden används även för samling av biometrisk data vid gränsövervakningar och/eller flygplatser.
AIDC är processen eller sättet att erhålla extern data, särskilt genom analys av bilder, ljud eller videor. För att fånga data används en givare som omvandlar den faktiska bilden eller ett ljud till en digital fil. Filen lagras sedan och vid ett senare tillfälle kan den analyseras av en dator eller jämföras med andra filer i en databas för att verifiera identitet eller för att ge behörighet att komma in i ett säkrat system. Insamling av data kan göras på olika sätt; den bästa metoden beror på tillämpningen.
I biometriska säkerhetssystem är fångstförvärvet av eller processen att förvärva och identifiera egenskaper som fingeravtryck, handflatabild, ansiktsbild, iristryck eller röstavtryck som involverar ljuddata, och resten involverar alla videodata.
Radiofrekvensidentifiering är en relativt ny AIDC-teknik, som först utvecklades på 1980-talet. Tekniken fungerar som en bas i automatiserad datainsamling, identifiering och analyssystem över hela världen. RFID har funnit sin betydelse i ett brett spektrum av marknader, som boskapsidentifiering och Automated Vehicle Identification-system (AVI) på grund av dess förmåga att spåra rörliga objekt. Dessa automatiserade trådlösa AIDC-system är effektiva i tillverkningsmiljöer där streckkodsetiketter inte kan användas. 

## Översikt över automatiska identifieringsmetoder
Nästan alla automatiska identifieringsteknologier består av tre huvudkomponenter, som också omfattar de sekventiella stegen i AIDC:
1. Datakodare. En kod är en uppsättning symboler eller signaler som vanligtvis representerar alfanumeriska tecken. När data kodas översätts tecknen till maskinläsbar kod. En etikett eller tagg som innehåller den kodade datan är fäst vid objektet som ska identifieras.
2. Maskinläsare eller skanner. Denna enhet läser kodade data och omvandlar dem till en alternativ form, vanligtvis en elektrisk analog signal.
3. Dataavkodare. Denna komponent omvandlar den elektriska signalen till digital data och slutligen tillbaka till de ursprungliga alfanumeriska tecknen.

## Datafångst från utskrivna dokument
En av de mest användbara tillämpningsuppgifterna för datafångst är att samla in information från pappersdokument och spara den i databaser (CMS, ECM och andra system). Det finns flera typer av grundläggande teknologier som används för datafångst beroende på datatypen:
- OCR – för utskrift av textigenkänning[3]
- ICR – för handtryckt textigenkänning
- OMR – för märkesigenkänning[4]
- OBR – för streckkodsigenkänning[5]
- BCR – för streckkodsigenkänning[6]
- DLR – för igenkänning av dokumentlager

Dessa grundläggande teknologier gör det möjligt att extrahera information från pappersdokument för vidare bearbetning i företagsinformationssystem som ERP, CRM och andra.
Dokumenten för datafångst kan delas in i 3 grupper: strukturerade, semistrukturerade och ostrukturerade. 
Strukturerade dokument (enkäter, prov, försäkringsblanketter, skattedeklarationer, röstsedlar etc.) har helt samma struktur och utseende. Det är den enklaste typen för datafångst eftersom varje datafält finns på samma plats för alla dokument.
Halvstrukturerade dokument (fakturor, inköpsorder, fraktsedlar, etc.) har samma struktur, men deras utseende beror på flera poster och andra parametrar. Att fånga data från dessa dokument är en komplex men lösbar uppgift.
Ostrukturerade dokument (brev, kontrakt, artiklar etc.) skulle kunna vara flexibla med struktur och utseende.

## Internet och framtiden
Förespråkare för tillväxten av AIDC-system hävdar att AIDC har potential att kraftigt öka industriell effektivitet och allmän livskvalitet. Om den implementeras brett kan tekniken minska eller eliminera förfalskning, stöld och produktavfall, samtidigt som effektiviteten i leveranskedjorna förbättras. Emellertid har andra uttryckt kritik mot den potentiella expansionen av AIDC-system till vardagslivet, med hänvisning till oro över personlig integritet, samtycke och säkerhet.
Den globala föreningen Auto-ID Labs grundades 1999 och består av 100 av de största företagen i världen som Walmart, Coca-Cola, Gillette, Johnson & Johnson, Pfizer, Procter & Gamble, Unilever, UPS, företag som arbetar inom tekniksektorn som SAP, Alien, Suncade och fem forskningscenter. Dessa är baserade på följande universitet; Massachusetts Institute of Technology i USA, University of Cambridge i Storbritannien, University of Adelaide i Australien, Keio University i Japan och ETH Zürich samt University of St. Gallen i Schweiz.
Auto-ID Labs föreslår ett koncept för en framtida försörjningskedja som är baserad på Internet av objekt, det vill säga en global tillämpning av RFID. De försöker harmonisera teknik, processer och organisation. Forskningen är inriktad på miniatyrisering (som siktar på en storlek på 0,3 mm/chip), sänkning av priset per enskild enhet (som siktar på cirka 0,05 USD per enhet), utveckling av innovativa tillämpningar som betalning utan någon fysisk kontakt (Sony/Philips), domotik (kläder utrustade med radiotaggar och intelligenta tvättmaskiner) och sportevenemang (timing vid Berlin Marathon). 

## AIDC 100
AIDC 100 är en professionell organisation för industrin för automatisk identifiering och datainsamling (AIDC). Denna grupp består av individer som gjort betydande bidrag till branschens framsteg. Att öka företagens förståelse för AIDC-processer och -teknologier är de primära målen för organisationen.